# Lophopodidae
Lophopodidae zijn een familie van mosdiertjes uit de orde Plumatellida en de klasse Phylactolaemata.

## Geslachten
- Asajirella Oda & Mukai, 1989
- Lophopodella Rousselet, 1904
- Lophopus Dumortier, 1835